# 佐久間良子
佐久間 良子（さくま よしこ、1939年2月24日 - ）は、日本の女優。東京市（現・東京都練馬区）出身。身長158cm。東映で初めて主役を演じた女優であり、大河ドラマ史上初めて単独主演した女優でもある。元夫は平幹二朗、息子は平岳大。

## 来歴

### 出生から学生時代まで
1939年、東京・練馬の桜台にある裕福な家で生まれた。軍医だった父は地元でも有数の大地主の次男で、戦後製薬会社に勤務し、後に役員になった。母は理科教室などに展示する人体模型を日本で初めて開発した製作所の長女。いわば良家同士の婚姻であり、何不自由なく育った。高い塀に囲まれた実家の敷地は500坪ほどあった。子供のころ家からほとんど外に出たことがなく、文字通りの「箱入り娘」だった。3歳下の妹と6歳下の弟がいる。
軍医だった父は、良子が1、2歳のころは満州に従軍していた。1945年3月、小学校に上がる直前集団疎開に出された。疎開先の群馬県磯部でやせ衰えた良子の姿を見た父は、驚いてすぐに引き取り、家族と一緒に新たな疎開先の福島県桑折に移り住んだ。地元の小学校に通い、野生児のように野山を遊び回った。
東京・練馬の実家に戻ったのは終戦後1、2年してからだった。やがて開進第三小学校に編入する。
私立川村中学に入学。川村高等学校在学中の1956年、川村学園の先輩で東映の女優・小宮光江に誘われ、東京撮影所の運動会に出かけた。
学校から帰宅すると、応接間で「娘さんを東映のスターとして育てさせてください」と東映の幹部が両親への説得を懸命に続けていた。堅い気風の実家では親族会議で「絶対反対」の方針を何度も確認するだけだった。
「きめました。1年かぎりでもいいので女優に挑戦します」と両親に宣言した。

### 女優として

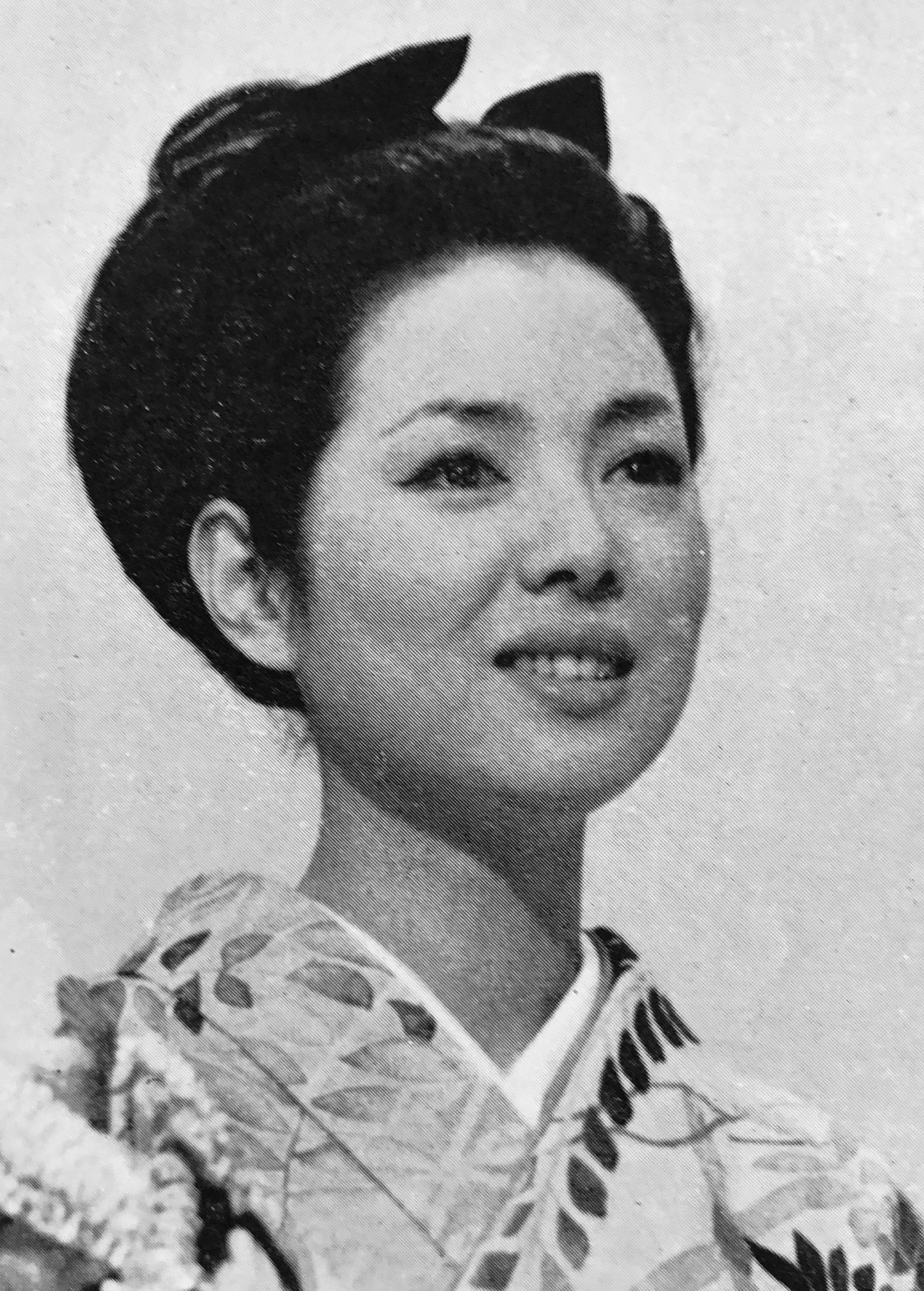
『映画情報』1965年1月号（国際情報社）より

翌1957年に東映ニューフェイス第4期で水着審査を拒否したが補欠合格し、東映へ入社。同期には水木襄・室田日出男・曽根晴美・花園ひろみ・山口洋子・山城新伍らがいる。俳優座養成所で半年間、研修を受け、この間に東映動画『白蛇伝』のモデルとして初めてカメラの前に立つ。1958年、映画『美しき姉妹の物語・悶える早春』の端役で映画デビュー。続く『台風息子』2部作で江原真二郎の相手役に抜擢され売り出す。以降、早くから東京撮影所期待のホープ女優として、デビュー2年目にして、雑誌『平凡』人気投票の女優10位に入る。1960年8月7日、産経会館国際ホールで後援会が発足。後援会長は、株式会社ヤシカ専務の牛山治三郎。10月には、機関誌『咲』が発刊される。
1960年以降は、社会派の巨匠、今井正監督『白い崖』(1960年）、家城巳代治監督『秘密』、自ら映画化を希望した村山新治監督『故郷は緑なりき』(富島健夫「雪の記憶」の映画化)と着実に出演を重ねた。
1960年、鶴田浩二の東映入社第一作『砂漠を渡る太陽』で鶴田の相手役を務め、以降『湖畔の人』で共演。『人生劇場 飛車角』の頃から、実生活でも鶴田の恋人として大いに当時のマスコミをにぎわせた。
1962年（昭和37年）、3月31日からイタリアのミラノで開かれた「ミラノ国際見本市」の中で、4月15日から4月19日まで開催された『ミラノ日本映画見本市』のため、4月10日、清水雅（東宝社長）を団長として、川喜多長政、奥山融、そして、映画会社各社代表女優の吉永小百合（日活）、星由里子（東宝）らとともに東映の代表女優としてイタリアへ出発。岸惠子が日本からではなく現地参加でミラノで合流している。4月25日、帰国。当時はまだ海外渡航自由化の前で、貴重なイタリア訪問となった。
1963年、映画『人生劇場 飛車角』で鶴田演ずる飛車角の情婦という初の汚れ役が話題になった。続いて、『五番町夕霧楼』（代表作。サンケイ新聞社 シルバースター主演女優賞）、『越後つついし親不知』、『湖の琴』（1966年　NHK主演女優賞、京都市民映画祭賞）などの映画に出演し、演技力が認められるようになった。
1960年代後半に入り、東映はヤクザ映画とポルノ路線を推し進め、ヤクザ映画の藤純子に東映のトップ女優の座を譲り、以後、映画出演は激減した。当時、出演が決まりながら流れた企画映画に『ロバータ、さあ歩きましょう』『石狩平野』等がある。1968年には他社主演映画の松竹『わが闘争』で、初の役柄であるヒロイン堤玲子を演じた。同年、『雪夫人絵図』で官能のヒロイン雪を演ずるが、文芸作品は、ヤクザとエロスに取り組んでいた当時の東映カラーに合わないとしてお蔵入りとなった（1975年に日活系で公開）。また、翌年出演した小幡欣治原作『あかさたな』の映画化は東映の興業に合わせて、『妾二十一人 ど助平一代』と、女優としては口にするのもはばかるような題名で公開される等、佐久間良子と東映路線との距離は離れていった。

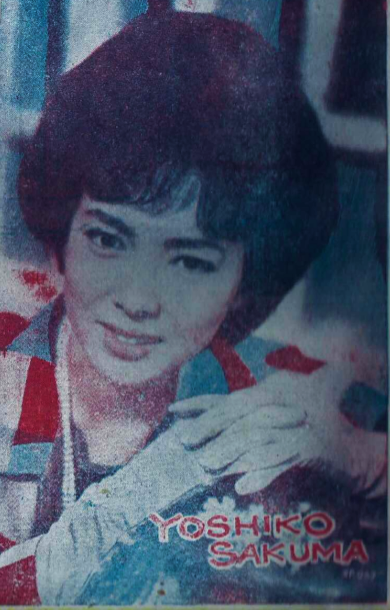
1968年

1967年頃からテレビドラマと舞台に活躍の場を移し、テレビでは『徳川の夫人たち』『皇女和の宮』に出演した。初舞台の1969年の『春の雪』は好評のため4ヵ月のロングランとなり、大女優との評価を得たが、大女優の常として代表作が少ないか存在しないのが難点だった。テレビドラマでは特にNHK大河ドラマ史上、数少ない女性主役を務めた『おんな太閤記』のねね役が知られている。
舞台では1983年に菊田一夫演劇大賞、1995年に文部省芸術祭賞を受賞している。2004年の舞台大作『鹿鳴館』（三島由紀夫原作）では元夫の平と成人して俳優になった長男・平岳大との3人での共演した。

## 人物
- 27歳当時、テレビドラマが縁でフジテレビディレクター島田親一（当時34歳）と噂が。また、離婚後45歳当時、1984年8月21日テレビディレクター小田切成明と軽井沢別荘での密会写真が女性週刊誌に掲載され、29日釈明会見がされた。
- 書道では1977年に日展に入選。毎日書道展でも入選。各地で個展も開催されている。2003年の誠直也主演の『実録ヒットマン 北海の虎・望郷』では題字を担当した（出演はしていない）。
- 1998年12月、宗教団体「二譲会」代表とともに「広告塔」としての責任を問われ都内の主婦より損害賠償請求で提訴される。それ以前10月当時からの週刊誌報道が過熱するなか、11月25日、緊急記者会見。代表との関係は認めるが、身に覚えのないことと広告塔であることについては否定。2000年3月、一部週刊誌に代表との借金トラブルが報じられ、二譲会女性幹部からは醜聞的暴露記事も。一時は和解へ向かったが、法廷闘争へ。2000年5月10日には、裁判に初出廷。その後10月27日の判決で佐久間自身に責任はないとされた。
- 2012年2月1日から1ヵ月間にわたり、日本経済新聞社・朝刊のコーナー「私の履歴書」に連載（2015年5月、これを原作としてBSジャパンでテレビ番組化されている）。

## 家族・親族
地元でも有数の大地主の次男で軍医だった父は、戦後製薬会社に勤務し、後に役員になった。
1970年4月16日、佐久間は俳優の平幹二朗と東京・赤坂の霊南坂教会で結婚式を挙げた。1974年7月、長男岳大・長女（双子）を出産。1984年離婚記者会見。平との結婚生活にピリオドを打った。離婚を決断した理由は佐久間によれば「夫婦のギクシャクした空気はどうしても子どもたちには隠し通せなくなり、ストレスが原因で、気が付くと息子はチック症というまぶたの筋肉がけいれんする神経性の病気にかかり、娘も妙に明るく騒ぐなど、様子が普通ではなくなっていた」ためという。

## 出演

### 映画

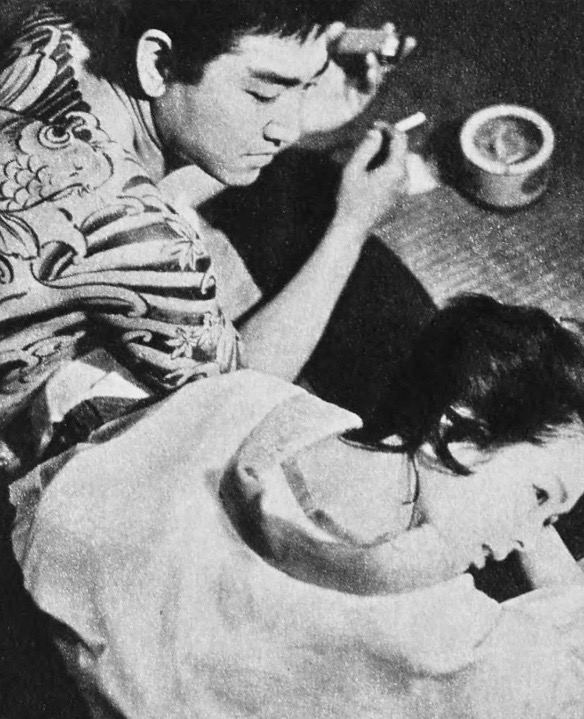
『人生劇場 飛車角』（1963年）

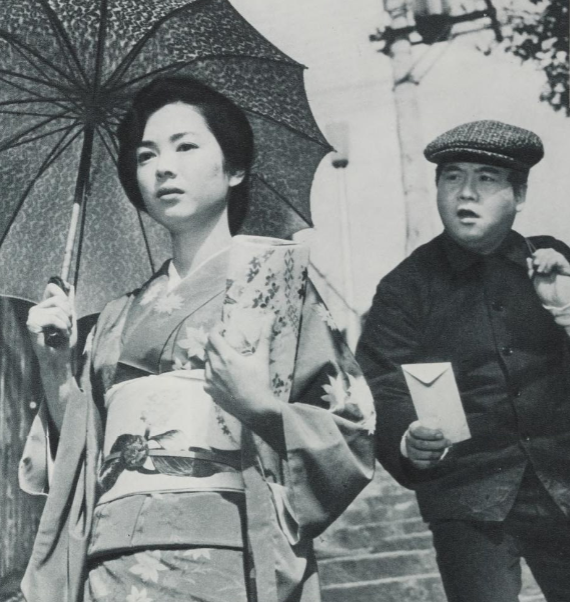
『図々しい奴』（1964年）

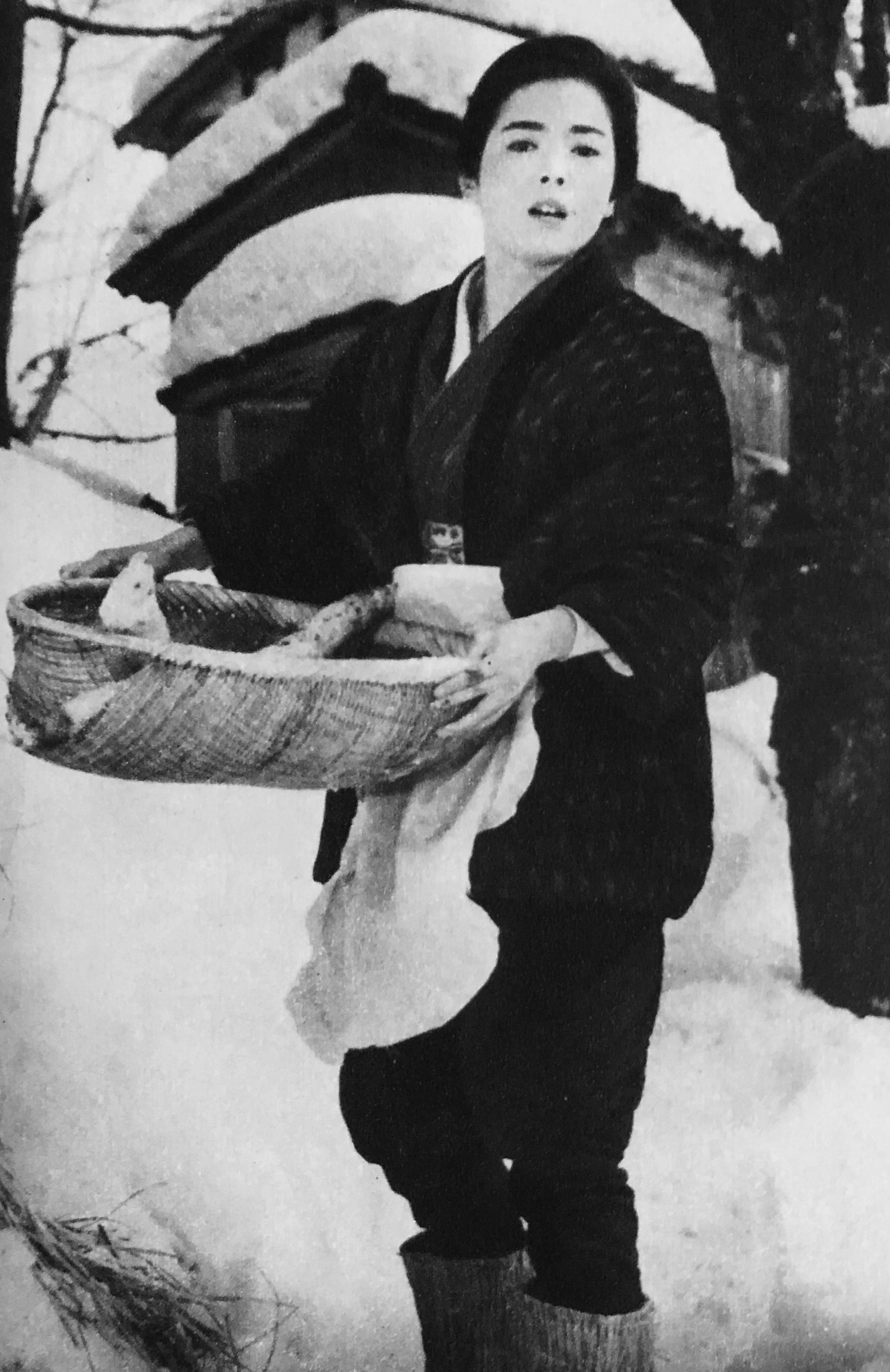
『越後つついし親不知』（1964年）

- 美しき姉妹の物語 悶える早春（1958年、東映）
- 白蛇伝（1958年、東映）東映動画の第一作、アニメ作画用モデルとして
- 台風息子 修学旅行の巻（1958年、東映）
  - 台風息子 最高殊勲の巻（1958年、東映）
- 三代目・魚河岸の石松（1958年、東映）
- デン助の陽気な靴みがき（1958年、東映）
  - デン助の陽気な拳斗王（1958年、東映）
- 希望の乙女（1958年、東映）
- おけさ姉妹（1958年、東映）
- ひばりの花形探偵合戦（共演：美空ひばり / 1958年、東映）
- 空中サーカス 嵐を呼ぶ猛獣（1958年、東映）高倉健の恋人役、空中ブランコを披露、タイツ姿で。
- 地獄の午前二時（1958年、東映）初の水着姿・葉山ロケ。
- 一丁目一番地 おじいちゃんは日本晴れ（1958年、東映）
  - 一丁目一番地 町内ニコニコ会議（1958年、東映）
- 夜霧の南京街（1958年、東映）
- 母と拳銃（1958年、東映）この当時から、中村賀津雄との共演が多くなる。
- 旗本退屈男 謎の南蛮太鼓（1959年、東映）
- 旋風家族（1959年、東映）
- 無法街の野郎ども（1959年、東映）
- 黒い指の男（1959年、東映）
- 警視庁物語 顔のない女（1959年、東映）
- 獣の通る道（1959年、東映）
- 特ダネ三十時間 第三の女（1959年、東映）
- たつまき奉行（監督 ： マキノ雅弘 / 1959年、東映）
- 新吾十番勝負（1959年、東映）
  - 新吾十番勝負 第三部（1960年、東映）
- 母子草（監督 ： 山村聡 / 共演 ： 田中絹代 / 1959年、東映）
- 白い通り魔（1959年、東映）
- 独眼竜政宗（1959年、東映）
- 地獄の底までつき合うぜ（1959年、東映）
- 疑惑の夜（1959年、東映）
- 埠頭の縄張り（1959年、東映）
- ふたりの休日（1959年、東映）
- 太郎シリーズ（東映）
  - 天下の快男児 万年太郎（1960年）
  - 天下の快男児 旋風太郎（1961年）
- 二発目は地獄行きだぜ（1960年、東映）
- 白い崖（共演：有馬稲子 / 1960年、東映）
- 秘密（共演：山田五十鈴 / 1960年、東映）
- 俺から行くぞ（1960年、東映）
- 多羅尾伴内 七つの顔の男だぜ（1960年、東映）
- 大空の無法者（1960年、東映）
- 吠えろ岸壁（1960年、東映）
- 砂漠を渡る太陽（1960年、東映） 鶴田浩二との初共演。
- 遙かなる母の顔（1960年、東映）
- ぽんこつ（1960年、東映）
- 大いなる驀進（1960年、東映）
- 俺が地獄の手品師だ（1961年、東映）
- 拳銃野郎に御用心（1961年、東映）
- 若い涙を吹きとばせ（1961年、東映）
- 千恵蔵の無宿者シリーズ（東映）
  - アマゾン無宿 世紀の大魔王（1961年）
  - ヒマラヤ無宿 心臓破りの野郎ども（1961年）
- 地獄に真紅な花が咲く（1961年、東映）
- 進藤英太郎の社長シリーズ（次郎長社長と石松社員シリーズ）（東映）
  - 次郎長社長と石松社員（1961年）
  - 続・次郎長社長と石松社員（1961年）
  - 次郎長社長とよさこい道中（1961年）
  - 石松社員は男でござる（1961年）
  - 次郎長社長と石松社員 威風堂々（1962年）
- 故郷は緑なりき（1961年、東映）自ら映画化を希望。
- 警視庁物語 十二人の刑事（1961年、東映）
- 黄色い風土（監督：石井輝男 / 1961年、東映）
- 湖畔の人（共演 ： 鶴田浩二、江原真二郎、久保菜穂子 / 原作：源氏鶏太 / 1961年、東映）
- 恋愛学校 ラブ・スクール （原作 ： 瀬戸内晴美 / 1962年、東映） - 千葉真一の恋人役。
- 太平洋のGメン（監督 ： 石井輝男 / 1962年、東映）
  - ギャング対Gメン（監督：深作欣二 / 1962年、東映）
  - ギャング対Gメン 集団金庫破り（監督：石井輝男 / 1963年、東映）金庫開け名人の悪女風役柄。
- 純愛物語 草の実（1962年、東映）
- 源九郎義経（1962年、東映）
- がんこ親父と江戸っ子社員（1962年、東映）水着姿。
- 暗黒街シリーズ（東映）
  - 暗黒街最後の日（1962年）
  - 暗黒街最大の決斗（1963年）
- 遊民街の銃弾（1962年、東映） 初の悪女役で、高倉健の情婦役。
- 若さま侍捕物帳 お化粧蜘蛛（1962年、東映）
- 裏切者は地獄だぜ（1962年、東映）
- 東京丸の内（共演 ： 高倉健 / 1962年、東映） この頃、ビマク性表層角膜炎を患い1ヶ月休養を。引退の噂も流れる。
- 第八空挺部隊 壮烈鬼隊長（1963年、東映） - 女医役。
- 人生劇場 飛車角シリーズ（東映）
  - 人生劇場 飛車角（1963年）情婦おとよ役。転機となる作品。
  - 人生劇場 続・飛車角（1963年）
  - 人生劇場 新・飛車角（1964年）
- 柔道一代 （共演 ： 千葉真一 / 1963年、東映） - 大坪道子 役
- 次郎長三国志（監督 ： マキノ雅弘 / 東映）
  - 次郎長三国志（1963年）
  - 続・次郎長三国志 （1963年）
  - 次郎長三国志 第三部（964年）
  - 次郎長三国志 甲州路殴り込み（1965年）
- ギャング忠臣蔵（1963年、東映）
- 五番町夕霧楼 （監督：田坂具隆 / キネマ旬報ベスト・テン第3位 / 1963年、東映）水上勉原作。片桐夕子役。
- 地獄命令（1964年、東映）
- 図々しい奴（1964年、東映）
  - 続・図々しい奴（1964年、東映）
- 越後つついし親不知 （監督 ： 今井正 / キネマ旬報ベスト・テン第6位 / 1964年、東映）水上勉原作。
- 竜虎一代（1964年、東映）
- 肉体の盛装（1964年、東映）岩下志麻「五弁の椿」と同日公開に。京マチ子「偽れる盛装」（1951年）のリメイク。芸者君蝶役。
- 顔役（監督：石井輝男 / 1965年、東映） - 盲目の人妻役。
- 孤独の賭け（1965年、東映）小川真由美主演のテレビドラマの映画化。共演はテレビと同じく天知茂。乾百子役。
- にっぽん泥棒物語（監督：山本薩夫 / キネマ旬報ベスト・テン第4位 / 1965年、東映）
- 逃亡（1965年、東映）
- 花と龍（1965年、東映）
  - 続・花と龍 洞海湾の決斗（1966年、東映）
- 愛欲（1966年、東映）三田佳子との本格的初競演。ライバル関係ということで、映画も話題に。
- 湖の琴（監督：田坂具隆 / キネマ旬報ベスト・テン第4位 / 1966年、東映）水上勉原作。
- あゝ同期の桜（1967年、東映）
- 東映列車シリーズ（東映）
  - 喜劇急行列車（共演：渥美清 / 1967年）
  - 喜劇団体列車（共演：渥美清、笠智衆 / 1967年）
  - 喜劇初詣列車（共演：渥美清 / 1968年）
- 大奥(秘)物語（共演：山田五十鈴 / 1967年、東映）
- 旅路（共演：仲代達矢 / 1967年、東映）
- 雪夫人絵図（東映、1968年）製作後お蔵入りとなる。その後、日活系列で1975年公開。
- 人間魚雷 あゝ回天特別攻撃隊（1968年、東映）
- わが闘争（原作：堤玲子 / 共演：加賀まりこ / 1968年、松竹）初の他社主演。札つきの不良娘から文学に目覚めるという、「セックス詩人・堤玲子」の原作を中村登監督が映画化。
- 喜劇“夫”売ります!!（共演：フランキー堺 / 1968年、東映）
- 大奥絵巻（1968年、東映）
- 風林火山（原作：井上靖 / 共演：三船敏郎、緒形拳 / キネマ旬報ベスト・テン第10位 / 1969年、東宝）
- 妾二十一人 ど助平一代（1969年、東映）
- 超高層のあけぼの（共演：田村正和、新珠三千代 / 1969年、東映）
- 商魂一代 天下の暴れん坊（1970年、東宝）
- 戦争と人間・第二部 愛と悲しみの山河（監督：山本薩夫 / 共演：浅丘ルリ子、高橋英樹、栗原小巻 / キネマ旬報ベスト・テン第4位 / 1971年、日活）
- 病院坂の首縊りの家（監督：市川崑 / 1979年、東宝）
- ちゃんばらグラフィティー 斬る!（※過去の東映時代劇映画の総集編 / 1981年、東映）
- 細雪（監督：市川崑 / 共演：岸惠子、吉永小百合 / キネマ旬報ベスト・テン第2位 / 1983年、東宝）
- 遺産相続（1990年、東映）久々の古巣東映での主演。小川真由美との競演。興行的には不発。8月8日、撮影中、右手薬指骨折で全治1ヶ月。
- スペインからの手紙 ベンポスタの子どもたち（監督：朝間義隆 / 1993年、松竹）
- 源氏物語 千年の謎（監督：鶴橋康夫 / 2012年、東宝） - 王命婦 役
- アースクエイクバード　―　2019年11月15日、山本役

### テレビドラマ
- 佐久間良子アワー・北野踊り（演出：島田親一 / 1965年2月12日 - 3月5日、フジテレビ）初のテレビドラマ
- 鶴っ子（作：増田小夜 / 演出：島田親一 / 1965年10月、フジテレビ）
- 晩春（原作：広津和男「父と娘」 / 1966年、フジテレビ）宇野重吉と共演
- 徳川の夫人たち（1967年1月8日 - 4月2日、NET）
- 今日の口紅（1967年9月16日、NHK総合）
- 若狭の女（1967年6月15日、フジテレビ）女流詩人・山川登美子役
- ポーラ名作劇場（NET）
  - 皇女和の宮（1968年1月1日 - 2月19日） - 和の宮役 平幹二朗と初共演
  - 出雲の阿国（1973年1月1日 - 4月16日） - 出雲阿国役
  - 北国の女の物語（1973年5月21日 - 7月23日）
- お吟さま（1968年10月3日 - 11月21日、NET）
- おんなの劇場（フジテレビ）
  - 宵待草（1969年7月11日 - 8月1日）
  - 女の日時計（1971年3月5日 - 3月26日）
- 華やかな春（1969年1月9日 - 2月13日、日本テレビ）初の現代ドラマ。ミニスカート姿が話題に。
- 一の糸（演出：和田勉 / 1969年4月7日 - 4月18日、NHK総合 銀河テレビ小説）
- 華々しき一族（1970年 4月4日 - 5月30日、日本テレビ）
- 北条政子（1970年8月13日 - 10月15日、NET） - 北条政子役
- 愛と死の砂漠（1971年4月6日 - 9月28日、関西テレビ）平幹二朗、小川真由美主演。ピアニスト役でゲスト出演。
- 葦の浮舟（1971年4月8日、NET）近村達子役
- 愛情の系譜（1971年6月14日 - 7月19日、NET）
- 大河ドラマ（NHK総合）
  - 新・平家物語（1972年、建礼門院徳子）
  - おんな太閤記[6]（1981年、ねね）
  - 春日局（1989年、安）
  - 功名が辻（2006年、法秀尼）
- 針女（脚本：向田邦子 / 1972年1月10日 - 1月14日、NHK総合）
- 恋は初恋（1972年1月28日 - 5月5日、日本テレビ）
- 金色夜叉（1973年1月10日、NHK総合）
- 女・その愛のシリーズ「明治一代女」（1973年10月3日、10日、NET）
- 雪舞（1974年1月8日 - 3月26日、日本テレビ）
- 心の旅路（1975年 11月4日 - 1976年1月27日、日本テレビ）
- さやえんどう（1975年4月3日 - 5月29日、NET）
- 目撃 ある愛のはじまり（脚本：新藤兼人 / 演出：田切成明 / 1976年7月8日 - 9月30日、よみうりテレビ）
- さらばかぐわしき日々（1976年10月1日 - 12月24日、TBS）
- さすらいの旅路（1977年4月19日 - 7月26日、日本テレビ）17歳から47歳まで、酒と麻薬に溺れるという汚れ役。アメリカロケ。
- 人はそれを情死と呼ぶ（1977年11月12日、テレビ朝日）
- 舞いの家（1978年 1月12日 - 3月30日、毎日放送）
- 哀愁 果てしなき愛（1978年 4月6日 - 9月28日、よみうりテレビ）
- 帰らざる旅路（1979年 1月23日 - 4月17日、日本テレビ）
- 女たちの忠臣蔵（1979年12月9日、TBS）
- 未亡人（1980年3月5日 - 7月16日、毎日放送）オランダロケ
- 愛は海鳴りのごとく・唐人お吉（1980年5月22日、よみうりテレビ）
- あっけらかん（1982年5月28日 - 8月20日、日本テレビ） - 長井（石塚）聖子役・泉谷しげると共演
- 土曜ドラマ（NHK総合）
  - 松本清張シリーズ・波の塔（1983年10月15日 - 3回） - 結城頼子役
  - 家族の値段（1990年1月20日・27日） - 楯岡さと美役
  - おごるな上司!（1996年）
- 花の吉原 雪の旅（1984年1月3日、TBS）
- 七人目のいとこ（1984年1月16日、フジテレビ）
- 訃報は午後二時に届く（1984年5月31日 - 7月5日、テレビ朝日）最後の主演連続ドラマ
- 天璋院篤姫（脚本：山田信夫 / 演出：山内和郎 / 1985年1月3日、テレビ朝日） - 篤姫役
- 月の愛（1985年9月26日、よみうりテレビ）
- 狐とたぬき（1986年4月10日、よみうりテレビ）ミヤコ蝶々と共演
- 生命、ありがとう（1986年12月3日、TBS）[7][8] - 尚子役
- 旦那さま大事（1986年12月29日、TBS）
- 風の盆恋歌（1986年8月29日、フジテレビ）
- 火曜サスペンス劇場（日本テレビ）
  - 愛と欲望の装飾（1986年10月7日） - ファッションデザイナー役。香港ロケ。
  - 愛と野望の虚像（1987年10月13日） - CMプロデューサー役。アメリカポートランドロケ。
  - 愛が壊れる!（1988年9月27日）
  - 取調室11（2000年）
- 女の旅路（1987年4月16日、よみうりテレビ）
- 海の入り日（1988年1月8日、フジテレビ）
- 徳川家康（1988年、TBS）
- ダイアリー-車いすの青春日記-（1988年 2月18日、日本テレビ / ※ビデオ化）
- 妻たちの鹿鳴館（1988年10月8日、TBS）
- ひき逃げ（1988年11月24日、よみうりテレビ / 東宝）
- 母の帰り道（1989年4月5日、日本テレビ）
- ドナウの旅人（原作：宮本輝 / 1989年10月1日・2日、テレビ朝日）
開局30周年記念大作ドラマ。東西冷戦終結前後の大掛かりな東欧ロケが話題になった
- 女のときめき（1989年11月12日、TBS）
- 新吾十番勝負（1990年1月3日、テレビ朝日）
- 愛の罠（1990年4月27日、フジテレビ / 松竹）
- 智恵子と光太郎・極北の愛（1991年11月9日、NHK総合）
- 贋金屋草紙（1991年、朝日放送）
- するの?しないの?結婚（1991年、日本テレビ）
- 本陣殺人事件（1992年10月2日、フジテレビ）
- また逢う日まで 女の春（1992年3月26日、よみうりテレビ）
- おんなの家（1993年3月28日、TBS）「東芝日曜劇場」単発ドラマ最終回
- 津軽じょんがら殺人事件（1993年9月18日、テレビ朝日）
- これでいいのだ（原作：赤塚不二夫 / 1994年8月22日 - 9月15日、NHK総合 ドラマ新銀河） - フジオの母 役
- 金田一耕助の傑作推理「黒い羽根の呪い」（1996年、TBS）
- 寺子屋ゆめ指南（1997年1月9日、NHK総合）中村玉緒と共演
- 食卓から愛をこめて（1998年10月14日 - 1998年12月、テレビ東京）
- 女と愛とミステリー 「鬼子母の末裔」（2003年、テレビ東京） - 根本景子
- 金曜エンタテイメント「浅見光彦シリーズ・化生の海」（2005年、フジテレビ）
- 月曜ゴールデン（TBS）
  - サスペンス特別企画「黙秘」（2006年8月14日）
  - おふくろ先生の診療日記7」（2015年4月6日、毎日放送） - 大橋寿子役
- 水曜ミステリー9「刑事吉永誠一 涙の事件簿6」（2007年8月22日、テレビ東京）
- 浅見光彦〜最終章〜（2009年10月 - 12月、TBS） - 浅見雪江役

### 舞台
- 春の雪（原作：三島由紀夫 / 演出：菊田一夫 / 1969年9月4日 - 10月28日、芸術座）初舞台。市川染五郎（現・松本幸四郎）と共演。4ヶ月ロングランとなる。
- 花筵 はなむしろ（演出：菊田一夫 / 1970年9月3日 - 10月31日、芸術座）田宮二郎と共演
- 第25回名古屋をどり（1972年9月8日 - 24日）西川右近の相手役で
- シラノ・ド・ベルジュラック（作：エドモン・ロスタン / 1975年1月）シラノ（平幹二朗）の相手役ロクサーヌ姫
- 真砂屋お峰（原作・脚本・演出：有吉佐和子 / 1975年6月、東京宝塚劇場）
再演（1989年5月、帝国劇場）
- さすらいの旅路（演出：石井ふく子 / 1978年5月、帝国劇場）
- 白蝶記（演出：石井ふく子 / 1979年5月、東京宝塚劇場）ジョージ・チャキリスと共演
- 鹿鳴館（演出：石井ふく子 / 1982年4月5日 - 30日、帝国劇場）朝子役
- 唐人お吉（演出：石井ふく子 / 1983年4月5日 - 30日、帝国劇場）1984年4月、第9回菊田一夫演劇大賞受賞
  - 再演（1987年5月・1994年10月4日 - 30日（文化庁芸術祭賞）、各地で公演重ねる）
- 松屋のお琴（1984年3月、帝国劇場）
- 桜の園（原作：アントン・チェーホフ / 演出：クリフォード・ウィリアムス / 1984年10月2日 - 30日、帝国劇場）
- 浮舟・源氏物語より（1985年3月、帝国劇場）中村勘三郎・勘九郎（当時）と共演
- 花の吉原 雪の旅（演出：石井ふく子 / 1985年12月4日 - 28日、帝国劇場）
- 滝の白糸（1986年6月、帝国劇場）
- 椿姫（1986年11月2日 - 29日、帝国劇場）マルグリット役、役所広司と共演
- 松風の家（1987年11月、帝国劇場）草刈正雄と共演
- 櫻姫（1988年5月、帝国劇場）江守徹と共演
- 天満の恋（演出：江守徹 / 1988年9月5日 - 30日、帝国劇場）
- 春日局（演出：石井ふく子 / 1989年12月、帝国劇場）
- 終着駅（1990年6月1日 - 27日）役所広司と共演
- 京都三千院 大原女人幻想（1990年10月29日）語り部としてナレーション
- 槌屋梅川の一生（1991年5月5日 - 28日、日生劇場）
- 絵島疑獄（1991年10月4日 - 30日、帝国劇場）
- 源氏夜話 女三の宮（原作：紫式部 / 1992年2月3日 - 29日、帝国劇場）萬屋錦之介と共演
- チャタレイ夫人の恋人（原作：D・H・ローレンス / 1993年4月6日 - 29日、日生劇場）錦織一清（少年隊）と共演
- 名残の雪 村山たか女抄（1993年11月3日 - 29日、帝国劇場）
- 白蓮れんれん（原作：林真理子 / 1995年11月、帝国劇場）
- 新版・滝の白糸（原作：泉鏡花 / 1995年2月2日 - 28日、帝国劇場 / 1997年4月30日 - 全国7都市公演）
- 津和野の女・伊澤蘭奢の生涯（1994年5月4日 - 30日、帝国劇場
- 波の鼓（演出：石井ふく子 / 1996年10月、帝国劇場 / 11月、劇場・飛天）
- 晶子曼荼羅（1998年1月2日 - 29日、帝国劇場）
- 風の盆恋歌（1998年11月2日 - 28日、帝国劇場 / 1999年8月1日 - 27日、御園座）
- 喜劇 恐妻侍の妻（1999年5月5日 - 28日、日生劇場）渡辺徹と共演
- 春朧（1999年10月3日 - 29日、帝国劇場）山田五十鈴（当時82歳）と初共演
- 細雪（2000年1月2日 - 29日、帝国劇場）長女・鶴子役
  - 再演（2001年5月2日 - 28日、帝国劇場）、2004年まで各地でロングラン公演
- 女の一生（2000年11月1日 - 12月28日、芸術座）
- 長崎ぶらぶら節（2001年10月31日 - 11月25日、帝国劇場）松坂慶子と共演
- てるてる坊主の照子さん（原作：なかにし礼 / 2002年10月2日 - 28日、帝国劇場 / 11月1日 - 25日、御園座）
- 鹿鳴館（原作：三島由紀夫 / 2002年5月17日 - 6月2日、ル テアトル銀座）
- 簪マチ子 幸せのとなり（演出：石井ふく子 / 2003年9月1日 - 10月28日、芸術座）女スリ役
- 東京駅（2004年11月4日 - 12月28日、芸術座）
- 好色一代女（2005年9月2日 - 23日、ル テアトル銀座）
- 世界劇『黄金の刻』-愛と永遠の絆-（2006年、日本武道館）常盤貴子、彩輝なおと共演
- 大奥 -月光院物語- 愛しき人（2007年3月、御園座）
- アルゴス坂の白い家 -クリュタイメストラ-（2007年9月20日 - 10月7日、新国立劇場）
- 朱雀家の滅亡（2007年12月4日 - 12月16日、豊島区立舞台芸術交流センター）
- 姉妹たちの庭で 〜モーニングス・アット・セブン〜（2011年6月24日 - 7月10日、シアタークリエ）
- りゅーとぴあ発物語の女たちシリーズ第12弾 『大石内蔵助の妻 りく』（2017年10月-12月、新潟市民芸術文化会館 他）
- ストゥーパ～新卒塔婆小町（2017年10月1日、富山市芸術文化ホール / 2018年4月21日、東京文化会館）

### アニメ
- 安寿と厨子王丸（1961年、東映）安寿役（声優として）[9]

### ドラマ以外のテレビ番組
- NHK紅白歌合戦（NHK総合・ラジオ第1）
  - 第14回（1963年12月31日） - 審査員。佐久間の紹介シーンも含め、映像が全編現存する。
  - 第31回（1980年12月31日） - 審査員。
- 新春かくし芸大会（フジテレビ） - 審査員
- 徹子の部屋（テレビ朝日）
- この人「佐久間良子ショー」（NHK総合、1982年6月17日）歌も披露。山本譲二と「ラストワルツ」を。
- 特集“らん”その美の世界 世界らん展日本大賞'96（NHK BS2）
- ボクらの時代（フジテレビ、2011年6月12日）親友の浅丘ルリ子、美川憲一と出演。
- 世界まるごとHOWマッチ（毎日放送） - 不定期出演。
- SWITCHインタビュー 達人達「佐久間良子×遠藤秀紀」（NHK Eテレ、2021年10月30日）[10]

他、多数

### CM
- コーセー化粧品（1960年 - ）
- 冨久娘酒造（1967年 - ）
- 東芝 電子保温釜（1982年）
- エスビー
  - ゴールデンカレー（1977年）
  - カレー（1982年）※ ジェームズ・ディーンのポスターと共に "共演"
- 旭化成 サランラップ（1985年頃 - 1991年頃）※ マリアン、桜井幸子と共演バージョンあり
- アートネイチャー（1992年）
- JAバンク「年金自動受取サービス」（2002年 - 2003年）[11] ※ 岡本綾とテニス姿で共演
- 中央相互銀行

### ラジオ
- ラジオ深夜便「女優が語る私の人生」（2011年7月2日、NHKラジオ第1・FM）

## 受賞歴
- 第4回日本ジュエリーベストドレッサー賞50代部門（1993年）
- 第4回　ベストスイマー表彰　水泳名人の称号が　日本スイミングクラブ協会（2003年）
- 旭日小綬章（2012年11月）[12]

## 著書
- 『ふりかえれば日々良日』（小学館）2025年1月 ISBN 978-4093891899

### 関連書籍
- カーロン愛弓「父・鶴田浩二」（新潮社）
- 「多羅尾伴内　七つの顔の男」（関貞三／著、林家木久扇編）ワイズ出版
- 「「20世紀を輝いた美女たち」スター青春グラフィティ　池谷朗[昔]写真館」KSS出版 ISBN 4-87709-374-5